# Morti nel 1168
| Questa pagina contiene informazioni ricavate automaticamente dalle voci biografiche con l'ausilio del template Bio e di un bot. L'aggiornamento è periodico e automatico e ricostruisce completamente la pagina. Se manca una persona in questa lista, sei pregato di non aggiungerla, ma accertati piuttosto che la sua voce biografica contenga il template Bio e che i dati anagrafici siano correttamente compilati. Se il template Bio manca, inseriscilo tu stesso o, in alternativa, metti l'avviso {{tmp\|Bio}} che ne segnala la mancanza. Se i dati riportati sono sbagliati, correggi direttamente la voce biografica; le modifiche saranno visibili in questa lista entro pochi giorni. Per chiarimenti vedi il progetto biografie. La lista contiene solo le 9 persone che sono citate nell'enciclopedia e per le quali è stato implementato correttamente il template Bio. Pagina aggiornata al 2 mag 2025. |

- 18 gennaio - Teodorico di Alsazia, cavaliere medievale tedesco
- 17 marzo - Aroldo di Gloucester, santo inglese
- 5 aprile - Roberto di Beaumont, II conte di Leicester, nobile britannico (n. 1104)
- 20 settembre - Pasquale III, cardinale italiano
- 29 settembre - Corrado II di Babenberg, vescovo cattolico austriaco
- 18 ottobre - Arduico di Stade, nobile e arcivescovo cattolico tedesco (n. 1118)
- 24 ottobre - Guglielmo IV di Nevers, nobile francese
- Rawal Jaisal, indiano (n. 1113)
- Tihomir Zavidović, principe